# Dominik Jezernik
Dominik Jezernik (* 5. Februar 2007) ist ein kroatischer Sprinter, der sich auf den 400-Meter-Lauf spezialisiert hat.

## Sportliche Laufbahn
Erste Erfahrungen bei internationalen Meisterschaften sammelte Dominik Jezernik im Jahr 2023, als er bei den U18-Balkan-Meisterschaften in Sivas in 49,00 s die Bronzemedaille über 400 Meter gewann und mit der kroatischen 4-mal-100-Meter-Staffel in 42,14 s die Goldmedaille gewann. Im Jahr darauf belegte er bei den U18-Europameisterschaften in Banská Bystrica in 47,10 s den vierten Platz über 400 Meter und gelangte mit der Sprintstaffel (1000 Meter) mit 1:52,42 min auf Rang fünf. Anschließend kam er bei den U20-Weltmeisterschaften in Lima im Vorlauf über 400 Meter nicht ins Ziel. 2025 kam er bei den U20-Balkan-Hallenmeisterschaften in Sofia über 400 Meter nicht ins Ziel und Ende Juni wurde er bei der 2. Liga der Team-Europameisterschaft in Maribor in 3:22,85 min Siebter im B-Lauf der Mixed-Staffel über 4-mal 400 Meter. Anschließend wurde er bei den U20-Balkan-Meisterschaften in Craiova in 47,97 s Achter im A-Lauf über 400 Meter und schied dann bei den U20-Europameisterschaften in Tampere mit 47,15 s im Halbfinale aus.
2024 wurde Jezernik kroatischer Meister im 400-Meter-Lauf sowie 2023 und 2024 in der 4-mal-400-Meter-Staffel. 2025 wurde er zudem Hallenmeister in der 4-mal-400-Meter-Staffel.

## Persönliche Bestleistungen
- 400 Meter: 47,10 s, 20. Juli 2024 in Banská Bystrica
  - 400 Meter (Halle): 48,08 s, 29. Dezember 2024 in Zagreb